# Sougia
Sougia est un petit village du sud-ouest de la Crète, à 75 kilomètres de Chanía (La Canée).
Sougia, qui compte 109 habitants à l'année, appartient au nome de la Canée, l'un des quatre qui composent la Crète. Elle appartient également à la municipalité de Sélino, qui appartient elle-même à la région de Sfakiá.

## Histoire
Sougia se nommait autrefois Syia et était l'un des ports de la ville d'Elyros. Celle-ci appartenait à une confédération de petites cités indépendantes nommée Oreii, vers 300 av. J.-C. Cette confédération, composée des cités de Lysos (en), Elyros, Irtakina, Tarra, Syia et Pikilassos, fut rejointe par Gortyne et Cyrénaica, en Afrique du Nord.
Les ruines du site antique de Lissos sont variées : on trouve des maisons, un temple, la chapelle de Panagia et les restes d'une basilique paléochrétienne. Ces ruines sont toujours visibles aujourd'hui et accessibles à partir de Sougia, à pied ou en bateau uniquement.
Après la Seconde Guerre mondiale, Sougia est devenu un vrai village avec une augmentation de l'activité commerçante, bien que n'étant toujours accessible que par bateau.
Une fois que la route reliant Sougia au nord de l'île fut construite, Sougia perdit de son importance en tant que carrefour commerçant, entraînant une augmentation de l'émigration de ses habitants.
Dans les années 1960, l'expansion du tourisme fit revivre le village, avec des voyageurs venus des pays du nord de l'Europe essentiellement.

## Tourisme
Sougia est un village resté à l'écart du tourisme de masse, et qui possède donc une tranquillité qui attire les tourismes en quête de repos. Sa capacité hôtelière est assez faible avec 250 lits et une dizaine de restaurants seulement. Aucune augmentation de cette capacité n'est prévue afin de préserver le caractère unique des lieux. Encerclée par les montagnes, la grande plage entre galets et gros sable reste épargnée par la foule et la pollution. Sur la partie orientale de celle-ci, le nudisme est toléré.
Le village est accessible par la route, depuis Chanía, et par bateau, depuis  Palaiochora, Agía Rouméli, Loutro et Chóra Sfakíon.
Sougia se trouve sur le sentier européen E4, non loin de là où débouchent les gorges d'Agia Irini.

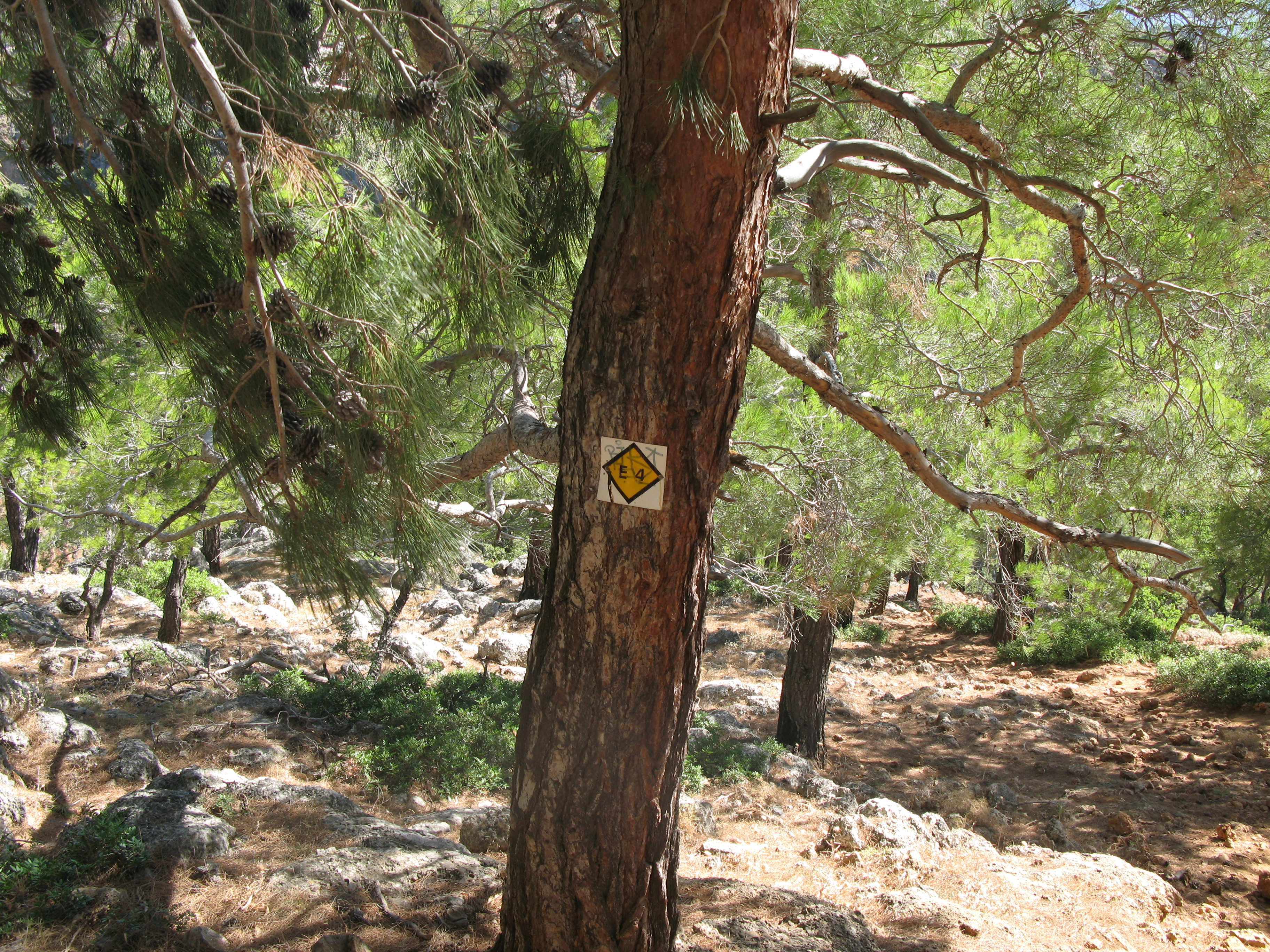
Sentier E4 près de Sougia